# The Sims 2
The Sims 2 — відеогра 2004 року жанру симулятору життя, а також друга гра серії The Sims. Геймдизайнером гри є Вільям Райт, який відомий створенням Sim-ігор. Розроблена студією Maxis, видана компанією Electronic Arts. В Північній Америці «The Sims 2» вийшла 14 вересня 2004, в ЄС — 17 вересня 2004. Всього для гри вийшло 8 доповнень (англ. Expansion packs). Для Mac OS X реліз відбувся 17 червня 2005.
Гра «The Sims 2» продалася у 1 мільйон копій в перші десять днів релізу. В квітні 2008 вебсайт thesims2.ea.com оголосив, що було продано понад 100 мільйонів копій серії The Sims. В березні 2012 версія «The Sims 2» для PC продалася у понад 6 мільйонів копій та у понад 13 мільйонів копій для всіх платформ.
2 червня 2009 вийшла третя гра серії «The Sims 3», а 2 вересня 2014 — «The Sims 4».

## Ігровий процес

### Райони
У «The Sims 2» представлено три райони: Плезантвью (англ. Pleasantview), Стренджтаун (англ. Strangetown) та Веронавіль (англ. Veronaville). В кожному районі живуть родини, які мають свої власні сюжети та інтриги. Більшість сценарних подій відбуваються у Плезантвью; район Стренджтаун базується на тематиці науки; район Веронавіль базується на тематиці п'єс Шекспіра «Ромео і Джульєтта» та «Сон літньої ночі». Події у всіх районах відбуваються опісля 25 років від першої серії гри «The Sims».

### Створення персонажа
Меню Create-a-Sim дозволяє створити нових сімів для гри. На початку цього процесу потрібно вибрати стать, вікову категорію, колір шкіри та ім'я нового ігрового персонажа. Обличчя сімів представлені у заготовлених пресетах, але також доступна можливість створити повністю унікальну комбінацію рис. Існують варіації різних зачісок, кольору волосся та очей, форм брів, борід, макіяжу. Одяг для сімів представлений у 5 категоріях: повсякденний, формальний, для сну, купальний, спортивний. У доповненні «The Sims 2: Seasons» додається нова категорія одягу: верхній одяг. В самому кінці процесу створення нового сіма потрібно обрати характер та прагнення життя персонажа.

### Нові функції
Кожен сім має 90 днів життя, а також проходить 7 фаз життя: новонароджений (3 сім-дні), малюк (4 сім-дні), дитина (8 сім-дні), підліток (15 сім-дні), дорослий (29 сім-дні), старий. У доповненні «The Sims 2: University» додається нова вікова фаза: юнацтво. У кожної фази є свої особливості, які по-своєму впливають на ігровий процес: наприклад, малюк може навчитися ходити чи говорити, діти — робити уроки, підлітки — ходити на перші побачення, сіми похилого віку можуть вийти на пенсію.
В грі існують бажання та страхи персонажів. Також у сімів присутні варіації із п'яти прагнень життя: сім'янин, багач, інтелектуал, романтик, соціаліт (нове прагнення гультяй додається в доповненні «The Sims 2: Nightlife»). Сім'янин прагне проводити багато часу зі своєю родиною, народжувати дітей, давати їм освіту. Прагнення романтика проявляється у потребі нових знайомств, романтичних стосунків, поцілунках і не прив'язаності до одного єдиного сіма. Соціаліти прагнуть влаштовувати вечірки, заводити нових друзів, покращувати стосунки із уже існуючими знайомими. Інтелектуали прагнуть піднімати рівні навичок, зустрітися з НЛО або врятувати від смерті знайомого сіма. Багатії прагнуть просуватися по кар'єрним сходинкам, купувати дорогі речі і бояться втрачати свої здобутки.
Інші два важливих аспекти гри — настрій і потреби. Всього існують вісім потреб: голод, комфорт, потреби сходити в туалет, сон, веселість, соціальні потреби, гігієна, потреби у красі оточення. Якщо сіми не будуть задовольняти потребу голоду, вони помруть; якщо не задовольняти потребу сну — вони заснуть на тому місці, де і знаходились; якщо уникати потребу гігієни — сіми будуть погано пахнути і цим відлякувати інших сімів.
Настрій може знаходитися у чотирьох станах: срібному, зеленому, жовтому та червоному. Якщо настрій сіма увійде у червоний стан, він/вона впаде в депресію і буде виходити з-під контролю. Настрій на пряму залежить від бажань і страхів, відповідаючи кількості виконаних бажань та ухилянні від страхів. Якщо постійно виконувати бажання сіма, його настрій буде срібним і він буде відчувати себе щасливим. Якщо бажання не будуть виконуватися, а також будуть справджуватися страхи — сім впаде в депресію.
У грі сіми можуть мати різні типи стосунків із різними сімами: від простого знайомства, до кохання всього життя. Добрі стосунки тепер набагато легше розвивати та підтримувати, ніж це було в «The Sims». Для покращення стосунків із іншими сімами потрібно час від часу дзвонити йому/їй додому, запрошуйте його/її до себе в гості або на інший лот, спілкуватися та покращувати йому/їй настрій. Сіми можуть одружуватися. Для цього потрібно подружитись із майбутнім чоловіком/дружиною, після чого завести романтичні стосунки. В доповненні «The Sims 2: Nightlife» додається можливість запрошувати інших сімів на побачення. Коли стосунки стають максимальними, сіму можна запропонувати заручитися, а також переїхати до будинку. Весілля може бути різним: прості обіцянки у вірності у холі свого будинку, або ж гучна вечірка із запрошеними друзями, весільним тортом, шампанським та весільною аркою.
У сімів існує великий вибір кар'єр (з доповненнями їх кількість буде збільшуватися). У базовій грі представлено наступні варіанти: політика, медицина, бізнес, атлетика, кримінал, військова справа, юриспруденція, кулінарія, наука, ледар. У кожної кар'єри є десять сходинок. Наприклад, у кар'єрі бізнес сім спочатку влаштовується на посаду сортувальника листів для офісу, а потім на десятому рівні стає президентом компанії. Щоб просуватися по кар'єрним сходинками, сіму потрібно підвищувати певні навички і заводити друзів. Кожна кар'єра потребує різної комбінації навичок.
У грі сіми відрізняються між собою різними особливостями: характером, вагою/мускулатурою, інтересами, спогадами. У доповненні «The Sims 2: Nightlife» у сімів з'являться смаки.
- Характер. На вибір пропонується п'ять характерів із двома крайностями: від охайного до бруднулі, від сором'язливого до короля спілкування, від активного до лінивого, від серйозного до грайливого, від злого до доброго. Всі характери впливають на поведінку сіма. Наприклад, лінивий сім не бігає, не прибирає за собою, не миє після туалету руки. Сором'язливий сім не любить спілкування. Для вибору доступно 25 балів для розбиття по цим п'ятьом категоріям[9]. Також доступні пресети характеру, які виглядають як 12 знаків зодіаку.
- Вага. Сіми можуть бути повним, звичайними та спортивними. Якщо сім їсть більш ніж того вимагає його потреба голоду, він/вона стає повним. Якщо сім часто займається на тренажері і робить вправи, він/вона стає спортивним, втрачаючи непотрібну вагу та посилюючи силу м'язів. Тренажери та вправи також знижують вагу повних сімів.
- Інтереси. Сіми можуть цікавитись погодою, тваринами, модою, політикою, фантастикою, кулінарією, технікою тощо.
- Спогади. Спогади представлені у позитивних та негативних формах. Всі важливі події життя (як народження дитини, заручини, нова кар'єра) відписуються в меню спогадів.

### Облаштування будинку
Після створення сім'ї сімів, її потрібно поселити у будинок. Його можна створити повністю з нуля на вільному лоті, можна придбати готовий. Створення будинку проходить стадії створення фундаменту, зводження стін та даху. Далі в будинку вибираються текстури стін та підлоги, розставляються двері та вікна. Для подвір'я в режимі будівництва представлені варіації дерев, кущів, квітників. Також можливо побудувати басейн чи створити декоративний ставок.
В режимі покупок доступно 9 категорій: сидячі місця, тверді поверхні, декорації, сантехніка, електроніка, побутова техніка, освітлення, об'єкти для навичок та творчості і розваг та інше.

## Доповнення

### Головні доповнення
Доповнення (англ. Expansion packs) містять багато нових об'єктів, функціональностей, NPC, районів. Всього в період із 2005 по 2008 було випущено 8 доповнень.
| Назва             | Дата релізу                                                                | Вміст | Район                                                           | Нові NPC | Нові істоти    | Нові кар'єри                                                           |
| ----------------- | -------------------------------------------------------------------------- | --- | --------------------------------------------------------------- | --- | -------------- | ---------------------------------------------------------------------- |
| University        | Windows: ПА: 1 березня 2005 ЄС: 2 березня 2005 Mac OS X: 12 грудня 2005    | Університети, юнацька вікова фаза, система впливу | Кампуси: La Fiesta Tech, Sim State University, Académie Le Tour | Бариста, буфетник, працівник кафетерії, вболівальниця, спортивний тренер, злий талісман, талісман, професори, стрікери                      | Зомбі          | Мистецтво, Шоу-бізнес, Природничі науки, Парапсихологія                |
| Nightlife         | Windows: ПА: 13 вересня 2005 ЄС: 13 вересня 2005 Mac OS X: 27 березня 2006 | Побачення, система групування, харчування в місті, прагнення життя у прагненні задоволень, нові форм стосунків, володіння автівками, система приваблення | Центр міста                                                     | Циганка по сватанню, офіціанти, кухар, бармен, ді-джей, Місіс Крамбелботтом, граф/графиня вампір                                            | Вампіри        | —                                                                      |
| Open for Business | Windows: ПА: 2 березня 2006 ЄС: 2 березня 2006 Mac OS X: 4 вересня 2006    | Бізнеси, значки таланту | Блувотерс Вілледж                                               | Репортери, перукарі | Робот Серво    | Персонал для магазинів                                                 |
| Pets              | Windows: ПА: 17 жовтня 2006 ЄС: 20 жовтня 2006 Mac OS X: 6 листопада 2006  | Домашні улюбленці | —                                                               | Офіцери контролю по тваринам, дресирувальники, вовки, скунси                                                                                | Перевертні     | Кар'єри тварин: Охорона, Шоу-бізнес, Послуги                           |
| Seasons           | Windows: ПА: 1 березня 2007 ЄС: 2 березня 2007 Mac OS X: 11 серпня 2007    | Система погоди, пори року, риболовля, нові значки таланту, садівництво                                                                                   | Ріверблоссом Хіллс                                              | Член садового клубу, пінгвіни | Сім-рослина    | Авантюрист, Освіта, Гейміндустрія, Журналістика, Юриспруденція, Музика |
| Bon Voyage        | Windows: ПА: 4 вересня 2007 ЄС: 7 вересня 2007 Mac OS X: 17 грудня 2007    | Відпустки в різних культурних середовищах | Острів Твіккі, село Такемітцу, гори Три Озера.                  | вогняні танцівники, покоївки готелю, коридорні, масажисти, Старий Мудрий Чоловік, Пірати, гіди, шарлатан, знахар, ніндзі                    | Снігова людина | —                                                                      |
| FreeTime          | Windows: ПА: 26 лютого 2008 ЄС: 22 лютого 2008                             | Система хобі, система по життєвих прагнень, нові значки талантів                                                                                         | Дезідерата Веллей                                               | Члени хобі, Род Хамбл, лідери хобі, суддя по стравам, джині                                                                                 | Джині          | Океанографія, Розвідка, Шоу-бізнес, Танці, Архітектура                 |
| Apartment Life    | Windows: ПА: 27 серпня 2008 ЄС: 29 серпня 2008                             | Оренда квартир, система репутації, система чаклунства | Головний: Бухта Белладонни Секретний: Магічний світ             | Дворецький, орендодавець, спів-жителі, брейкденсери, вуличні виконавці, сіми із соцгруп, вищі відьми, спектральні асистенти, людські статуї | Відьми         | —                                                                      |

### Мінорні доповнення
Мінорні доповнення (англ. Stuff packs) містять тільки додаткові предмети, меблі та одяг. Всього в період із 2005 по 2008 роки було випущено 10 мінорних доповнень.
| Назва                                | Дата релізу                                        | Вміст |
| ------------------------------------ | -------------------------------------------------- | --- |
| Holiday Party Pack                   | Windows: 17 листопада 2005                         | Тематичні речі для Різдва, Хелловіну, Дня подяки, Хануки, Кванзи та Нового Року, а також нові NPCs: Санта-Клаус, Батько Час та Дитятко Новий Рік |
| Family Fun Stuff                     | Windows: 13 квітня 2006 Mac OS X: 30 квітня 2007   | Тематичні речі для дитячих спалень та дитячий одяг на казкову, морську та космічну тематику                                                      |
| Glamour Life Stuff                   | Windows: 31 серпня 2006 Mac OS X: 1 червня 2007    | Розкішні, котюрні і гламурні об'єкти, підлога та стіни                                                                                           |
| Happy Holiday Stuff                  | Windows: 7 листопада 2006 Mac OS X: 4 вересня 2007 | Всі об'єкти з Holiday Party Pack з додатковими об'єктами на азійську та європейську святкову тематику                                            |
| Celebration! Stuff                   | Windows: 3 квітня 2007                             | Весільні зачіски, одяг та аксесуари, меблі та інші об'єкти для святкових вечірок                                                                 |
| H&M Fashion Stuff                    | Windows: 5 червня 2007                             | Модні колекції марки H&M і об'єкти для побудови H&M магазинів                                                                                    |
| Teen Style Stuff                     | Windows: 5 листопада 2007                          | Об'єкти та одяг трьох нових стилів для підлітків: готи, трашери та світські левиці                                                               |
| Kitchen & Bath Interior Design Stuff | Windows: 15 квітня 2008                            | Об'єкти для кухонь та ванних кімнат, підлоги, стіни та одяг                                                                                      |
| IKEA Home Stuff                      | Windows: 24 червня 2008                            | Меблі, підлога, стіни від марки IKEA |
| Mansion & Garden Stuff               | Windows: 17 листопада 2008                         | Декорування для подвір'я, саду, городу, декілька нових типів дахів                                                                               |

## Рецензії та нагороди
| Агрегатор    | Оцінка |
| ------------ | ------ |
| GameRankings | 91%    |
| Metacritic   | 90     |

| Видання        | Оцінка    |
| -------------- | --------- |
| 1Up.com        | A         |
| Eurogamer      | 8 of 10   |
| GamePro        | [ 13 ]    |
| GameRevolution | B+        |
| GameSpot       | 8.9 of 10 |
| GameSpy        | 5/5 зірок |
| GamesRadar+    | 9 of 10   |
| GameZone       | 9.4 of 10 |
| IGN            | 9.4 of 10 |
| PC Gamer (США) | 85 %      |

Відеогра виграла нагороду Editor's Choice Award від IGN та GameSpy. Середня оцінка від 71 онлайнового критика становила 90 зі 100. Сім із цих джерел оцінило гру у 100 балів. Телевізійна програма X-Play виставила грі 4/5. Перші версії «The Sims 2» також містили серйозні баги, на які вказували більшість критиків.
Вільяма Райта номінували на Billboard Digital Entertainment Awards в категорії Visionary and Game Developer. В 2005 гра також отримала 3 номінації на дві міжнародні нагороди. Версія для Mac виграла Apple Design Award в 2006.